# Cerkiew św. Michała Archanioła w Beracie
Cerkiew św. Michała Archanioła (alb. Kisha e Shën Mëhillit) – prawosławna cerkiew w Beracie w Albanii. Usytuowana jest na skale poniżej południowych ścian twierdzy Berat, na stoku wzgórza zamkowego.
Cerkiew powstała w XIV wieku. Świątynia jest zbudowana na planie krzyża z kopułą na bębnie oraz narteksie ze strony zachodniej. Ściany zbudowane są z warstw cegieł oraz kamienia. Wewnątrz świątyni zachowały się pozostałości malowideł. Cerkiew leżała pierwotnie w obszarze niższych fortyfikacji twierdzy.
W 1948 obiekt został wpisany na listę religijnych zabytków kulturowych Albanii (Objekte fetare me statusin Monument Kulture).
Po ogłoszeniu w 1967 przez Envera Hodżę „Rewolucji Ideologicznej i Kulturalnej” i zadeklarowaniu Albanii pierwszym na świecie państwem ateistycznym, rozpoczęły się represje wobec wszystkich wspólnot religijnych i kościołów w Albanii. Obiekty sakralne przejęło państwo, większość z nich zostało zdewastowanych, a nawet zburzonych. Jak większość obiektów sakralnych, cerkiew św. Michała Archanioła przez ponad 30 lat uległa dużym zniszczeniom. Obecnie jest odrestaurowana.